# Cancris
Cancris, en ocasiones erróneamente denominado Carcris,[cita requerida] es un género de foraminífero bentónico de la subfamilia Baggininae, de la familia Bagginidae, de la superfamilia Discorboidea, del suborden Rotaliina y del orden Rotaliida. Su especie tipo es Cancris auriculatus. Su rango cronoestratigráfico abarca desde el Eoceno hasta la Actualidad.

## Discusión
Algunas clasificaciones han incluido Cancris en la subfamilia Cancrisinae de la familia Cancrisidae.

## Clasificación
Se han descrito numerosas especies de Cancris. Entre las especies más interesantes o más conocidas destacan:
- Cancris auriculatus
- Cancris compressus
- Cancris lateralis

Un listado completo de las especies descritas en el género Cancris puede verse en el siguiente anexo.